# Småkyrkorörelsen

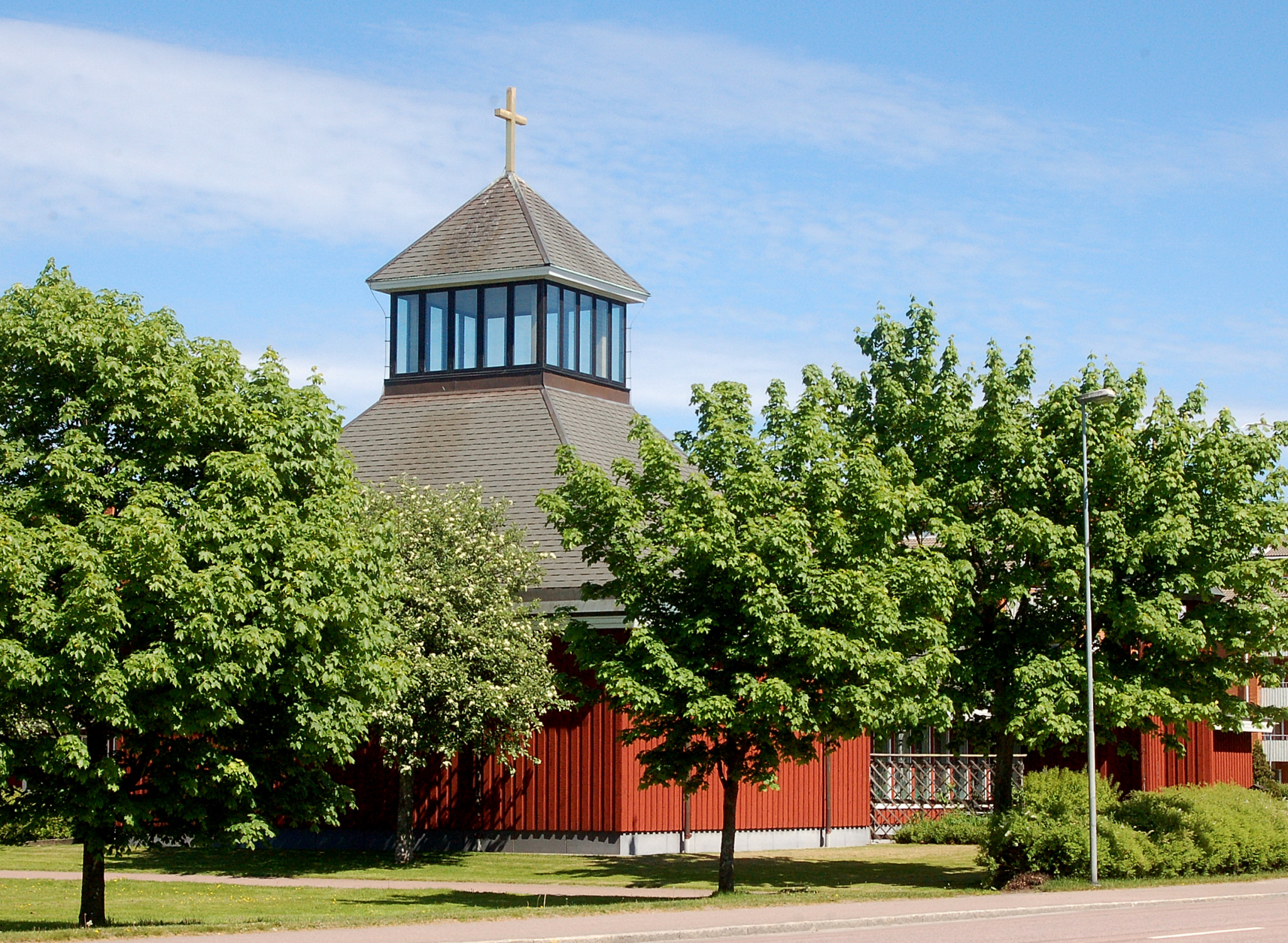
Vikenkyrkan i Viken, Karlstad. En distriktkyrka i Karlstads domkyrkoförsamling

Småkyrkorörelsen var en rörelse inom Svenska kyrkan. Den hade till syfte att på frivillig väg åstadkomma mindre kyrkobyggnader i församlingsdelar, där sådana saknades, men där befolkningsutvecklingen  gjorde det motiverat med kyrkans närvaro. I de kyrkor som uppfördes fanns förutom kyrkorummet också olika slag av församlingslokaler.
Inspirationen till rörelsen kom under 1900-talets förra halva från Danmark. Idéerna fick stort genomslag då många av Sveriges städer byggdes ut i snabb takt under 1950- och 60-talen. Svenska kyrkan svarade genom att inom de redan befintliga församlingarna bygga nya små distrikts- eller kvarterskyrkor i direkt anslutning till bostäderna, exempelvis genom kyrkobyggnader i nya förortscentrum. Församlingen skulle härigenom kunna vara delaktig och kunna hjälpa till i området. Ofta utvecklades verksamhet med barngrupper, körer, ungdomsgrupper.